# Mexikanische Badmintonmeisterschaft 1977
Die Mexikanische Badmintonmeisterschaft 1977 fanden Mitte November 1977 in Mexiko-Stadt statt.

## Finalergebnisse
| Disziplin    | Sieger                                             | Finalist                           | Ergebnis          |
| ------------ | -------------------------------------------------- | ---------------------------------- | ----------------- |
| Herreneinzel | Victor Jaramillo                                   | Roy Díaz González                  | 15-4, 2-15, 18-17 |
| Dameneinzel  | María Esther Luna Felix                            | María de la Paz Luna Félix         | 11-5, 10-12, 11-5 |
| Herrendoppel | Ricardo Jaramillo Victor Jaramillo                 | Jorge Palazuelos Roy Díaz González | 18-15, 18-17      |
| Damendoppel  | María Esther Luna Felix María de la Paz Luna Félix | Josefina de Tinoco Susana Zarate   | 15-8, 7-15, 15-6  |
| Mixed        | Roy Díaz González Laura Michel                     | Oscar Lujan Josefina de Tinoco     | 15-6, 9-15, 18-13 |